# Prospect (Kentucky)
Prospect – miasto w Stanach Zjednoczonych, w stanie Kentucky, w hrabstwie Jefferson.